# Chukwuwete Olomina
Chukwuwete Olomina, född 28 april 1978, är en svensk före detta friidrottare (tresteg). Hon tävlade för Göteborgs Kvinnliga IF.